# Kaku
Kaku va ser el setè rei de la segona dinastia de Lagaix. Va governar en algun moment del segle xxii aC.
Kaku forma part d'un conjunt de set reis poc coneguts que van posar les bases per establir l'hegemonia de la dinastia a Sumer, probablement en aquell moment subordinats a Uruk: Puzurmama, Urutu, Urmama, Lubaba, Lugula i Kaku. Aquesta dinastia es va iniciar amb Urbaba que el va succeir.
Se sap que els reis d'Accad deixaven al seu lloc als reis dels països que conquerien si mostraven fidelitat. Lugal-Zage-Si d'Umma no ho va fer i va ser deposat. La ciutat de Lagaix, conquerida per Sargon, va conservar el seu rei, Kaku, que més tard es va rebel·lar contra Rimuix d'Accad, fill i successor de Sargon.